# Stefano Gandin
Stefano Gandin (Vittorio Veneto, 28 maart 1996) is een Italiaans voormalig wielrenner.

## Overwinningen
2019
4e etappe Ronde van Marokko
2022
bergklassement Ronde van Sicilië
3b etappe Sibiu Cycling Tour
1e etappe Ronde van Venezuela
8e etappe Ronde van Venezuela

## Resultaten in voornaamste wedstrijden
| Jaar | Ronde van Italië | Ronde van Frankrijk | Ronde van Spanje |
| ---- | ---------------- | ------------------- | ---------------- |
| 2023 | opgave           |                     |                  |

Gandin verliet de Ronde van Italië in 2023 na een positieve test op COVID-19.

## Ploegen
2020 –  Zalf Euromobil Désirée Fior
2021 –  Zalf Euromobil Fior
2022 –  Team Corratec
2023 –  Team Corratec
Amella · Baldaccini · Barać · Conti · Dalla Valle · Gandin · Iacchi · Konychev · Masotto · Murgano · Olivero · Ponomar (vanaf 10/8) · Quarterman · Quartucci · Stojnić · Stöckli · Tivani · Vacek · van Empel · Viviani · Zambelli · Darbellay (stagiair) · Debons (stagiair) · Tsarenko (stagiair)